# خط طول 67° شرق
خط طول 67° شرق هو أحد خطوط الطول الجغرافية، والتي تمتد من القطب الشمالي الجغرافي إلى القطب الجنوبي الجغرافي، وحسب التحويل الزمني يتقدم خط طول 67° شرق عن خط غرينتش بـ4 ساعات و28 دقيقة.

## من القطب إلى القطب
ينطلق خط طول 67° شرق من القطب الشمالي نحو القطب الجنوبي مرورا بالمناطق التي ترد في الجدول التالي:
| الإحداثيات                         | البلد أو الإقليم أو البحر | ملاحظات                                                                                              |
| ---------------------------------- | ------------------------- | --- |
| 90°0′N 67°0′E / 90.000°N 67.000°E  | المحيط المتجمد الشمالي    | |
| 81°0′N 67°0′E / 81.000°N 67.000°E  | بحر بارنتس                | |
| 76°56′N 67°0′E / 76.933°N 67.000°E | روسيا                     | جزيرة سيفيرني, نوفايا زيمليا                                                                         |
| 76°4′N 67°0′E / 76.067°N 67.000°E  | بحر كارا                  | |
| 71°16′N 67°0′E / 71.267°N 67.000°E | روسيا                     | شبه جزيرة يامال                                                                                      |
| 70°48′N 67°0′E / 70.800°N 67.000°E | بحر كارا                  | |
| 70°1′N 67°0′E / 70.017°N 67.000°E  | روسيا                     | شبه جزيرة يامال                                                                                      |
| 69°23′N 67°0′E / 69.383°N 67.000°E | بحر كارا                  | Baydaratskaya Bay                                                                                    |
| 68°50′N 67°0′E / 68.833°N 67.000°E | روسيا                     | |
| 54°46′N 67°0′E / 54.767°N 67.000°E | كازاخستان                 | |
| 41°14′N 67°0′E / 41.233°N 67.000°E | أوزبكستان                 | |
| 37°23′N 67°0′E / 37.383°N 67.000°E | أفغانستان                 | |
| 31°19′N 67°0′E / 31.317°N 67.000°E | باكستان                   | بلوشستان (باكستان) السند (إقليم) - مرورا عبر كراتشي                                                  |
| 24°49′N 67°0′E / 24.817°N 67.000°E | المحيط الهندي             | |
| 60°0′S 67°0′E / 60.000°S 67.000°E  | المحيط الجنوبي            | |
| 67°47′S 67°0′E / 67.783°S 67.000°E | القارة القطبية الجنوبية   | الإقليم الأسترالي في القارة القطبية الجنوبية, المطالب الإقليمية بالقارة القطبية الجنوبية by أستراليا |